# Генчовци (община Габрово)
 Тази статия е за селото в община Габрово.  За другото село със същото име вижте Генчовци (община Трявна).  
Гèнчовци (погрешно Генчевци) е село в Северна България, община Габрово, област Габрово.

## География
Село Генчовци се намира на около 8 km югоизточно от центъра на град Габрово. Разположено е предимно по билото на едно от северните разклонения на Шипченската планина. Надморските височини по билото са между около 755 m в южната част на селото и 775 m – в северната. Общинският път до Генчовци е южно отклонение в габровския квартал Бичкиня от третокласния републикански път III-552 (Габрово – Трявна – Вонеща вода), минаващо през квартал Кряковци и селата Богданчовци и Фърговци.
Населението на село Генчовци, наброявало 114 души при преброяването към 1934 г., намаляло до 12 души към 1992 г. и наброява 13 души (по текущата демографска статистика за населението) към 2019 г.

## История
През 1995 г. дотогавашното населено място колиби Генчовци придобива статута на село..
Не е известно кога точно възниква селото. В миналото, по времето на османската власт, то съществува под името Генчомаали, като в сегашния му център са се намирали гробищата. Според местни предания, името на селото произлиза от имената на трима братя, които се заселили в района. Първият от тях е Генчо (село Генчовци), вторият е Фърго (село Фърговци на около километър) и третият е Богдан (село Богданчовци на около 5 km).

## Население
Преброяване на населението през 2011 г.
Численост и дял на етническите групи според преброяването на населението през 2011 г.:
|                     | Численост | Дял (в %) |
| Общо                | 12        | 100,00    |
| Българи             | 12        | 100,00    |
| Турци               | 0         | 0,00      |
| Цигани              | 0         | 0,00      |
| Други               | 0         | 0,00      |
| Не се самоопределят | 0         | 0,00      |
| Неотговорили        | 0         | 0,00      |